# Système de gestion de règles métier
Pour les articles homonymes, voir BRMS.
Un système de gestion de règles métier ou SGRM (en anglais business rules management system, ou BRMS) est un logiciel qui gère et supporte les règles métier d'une organisation ou d'une entreprise.
Le système de gestion de règles métier est une brique du système d'information durable.

## Fonctionnement
Ce type de logiciel permet de stocker les règles métiers issues d'une expertise afin de se substituer ou bien d'aider à la prise de décision. Un système d'inférence permet, à l'aide d'un contexte en entrée, d'en déduire la sortie à l'aide des règles. Il est parfois considéré comme de l'intelligence artificielle, car apporte une aide à la décision.